# Alice Csodaországban (film, 1981)
Az Alice Csodaországban (eredeti cím: Алиса в Стране чудес, magyaros átírással Alisza v Sztranye csugyesz) 1981-ben bemutatott szovjet rajzfilm a papírkivágásos technikával, amely Lewis Carroll azonos című meséje alapján készült.
A Szovjetunióban 1981-ben, Magyarországon 1984. december 26-án az MTV1-en vetítették le a televízióban.

## Szereplők
| Szereplő         | Eredeti hang           | Magyar hang     |
| ---------------- | ---------------------- | --------------- |
| Mesélő           | Rosztyiszlav Pljatt    | Sinkovits Imre  |
| Alice            | Marina Nyejolova       | Ambrus Asma     |
| Szív királynő    | Tatyjana Vasziljeva    | Pécsi Ildikó    |
| Kalapos          | Alekszandr Burmisztrov | Paudits Béla    |
| Április Bolondja | Georgij Kisko          | Kaló Flórián    |
| Fehér nyuszi     | Vjacseszlav Nyevinnij  | Peczkay Endre   |
| Füligszáj kandúr | Alekszandr Sirvindt    | Kalocsay Miklós |
| Hernyó           | Ljudmila Ignatyenko    | Hacser Józsa    |
| Hercegnő         | Rina Zeljonaja         | Bajza Viktória  |
| Mormota          | N/A                    | Gombos Katalin  |
| Treff négyes     | N/A                    | Szuhay Balázs   |
| Hóhér            | N/A                    | Varanyi Lajos   |